# 元子街镇
元子街镇，是中华人民共和国陕西省商洛市山阳县一个已撤销的乡级行政区，2015年，陕西省民政厅批复同意撤销元子街镇，将其所辖行政区域划归色河铺镇。